# Shlemon Warduni
Shlemon Warduni (Batnaya, Iraque, 24 de abril de 1943) é um ministro iraquiano e bispo auxiliar emérito do Patriarcado de Bagdá. Ele foi brevemente Administrador Apostólico e Vigário Patriarcal da Igreja Católica Caldéia.
Entrou no seminário em 1954 e foi ordenado sacerdote em 29 de junho de 1968, depois de estudar teologia, pedagogia e ciências sociais em Bagdá e Roma. Em 12 de janeiro de 2001 Warduni foi nomeado Bispo da Cúria e consagrado em 16 de fevereiro de 2001 por Rafael I Bidawid, Patriarca da Babilônia da Igreja Católica Caldéia Bispo Titular de Anbar dei Caldei. Os co-consagradores foram o Arcebispo de Kirkuk, André Sana, e o Bispo de Alquosh, Abdul-Ahad Sana.
Quando Rafael I Bidawid, Patriarca da Babilônia dos Caldeus morreu em 7 de julho de 2003, nenhum sucessor imediato pôde ser escolhido. Mas como não deveria haver vacância na linha de sucessão, o bispo Shlemon Warduni foi nomeado vigário patriarcal da Babilônia dos Caldeus. Com a eleição de Emmanuel III Delly como Patriarca, em 3 de dezembro de 2003, também encerrou o cargo de Administrador Apostólico de Bagdá.
Em 7 de maio de 2016 o Papa nomeou Shlemon Warduni, Bispo Auxiliar de Bagdá dos Caldeus como Administrador Apostólico no assento vago da Eparquia São Pedro Apóstolo de San Diego dei Caldei (EUA).